# Euoniticellus fulvus
Euoniticellus fulvus es una especie de coleóptero de la familia Scarabaeidae.

## Distribución geográfica
Habita en el paleártico: Europa, Asia (desde Europa hasta Asia Central) y el norte de África.